# Kościół Macierzyństwa Najświętszej Marii Panny w Trzebiatowie
Kościół Macierzyństwa Najświętszej Marii Panny w Trzebiatowie, Kościół Mariacki w Trzebiatowie (niem. Marienkirche) – kościół farny Trzebiatowa wybudowany w XIV wieku, halowy, w stylu gotyckim. Świątynia jest kościołem trzebiatowskiej parafii rzymskokatolickiej. Kościół jest także Archidiecezjalnym Sanktuarium Maryjnym Matki Bożej Trzebiatowskiej.

## Historia
Pierwszy kościół farny w Trzebiatowie powstał na początku XIII wieku i został ufundowany przez norbertanów z klasztoru w Białobokach. Od 1328 roku przy kościele istniała Szkoła Łacińska, której rektorem w XVI wieku był Jan Bugenhagen.
Obecna świątynia została wzniesiona na przełomie XIV i XV w. Od XVI w. była kościołem protestanckim. W latach 1865–1867 dokonano jej przebudowy i regotyzacji.
Po II wojnie światowej stała się ponownie kościołem katolickim i sanktuarium maryjnym. W 1986 przeprowadzono prace remontowe. Całkowita długość kościoła wynosi 72 metrów, szerokość ok. 28 metrów.
Dekretem z 7 października 1996 (we wspomnienie Matki Bożej Różańcowej) ks. Abp Marian Przykucki metropolita szczecińsko-kamieński podniósł godność świątyni do Archidiecezjalnego Sanktuarium Maryjnego Macierzyństwa Najświętszej Maryi Panny. Ogłosił to uroczyście podczas odpustu parafialnego 11 października tegoż roku. Pierwszym kustoszem sanktuarium był ks. kan. mjr Henryk Cudak.

## Wyposażenie

### Ołtarze i witraże
Na szczególną uwagę zasługuje obraz ołtarzowy, którego twórcą jest Ernest Deger, przedstawiciel katolickiego malarstwa kościelnego. Malowidło przedstawia Matkę Bożą z wieńcem gwiazd nad głową, długimi włosami, księżycem pod stopami, trzymającą w lewej ręce Dzieciątko Jezus. Podobny obraz znajduje się w Muzeum Diecezjalnym w Kolonii oraz w Düsseldorfie. Wierni w Trzebiatowie czczą obraz wezwaniem Matki Bożej Łaskawej. Został on ukoronowany w 2006.
We wschodniej części kościoła usytuowane są witraże. Ufundowane w 1867 przez króla Wilhelma I. Wykonał je artysta Müller z Berlina, według projektu ówczesnego konserwatora zabytków von Quasta. Stalle pochodzą z okresu renesansu. Mieszczą się w prezbiterium po stronie północnej i południowej. Do dziś służą jako siedzenie dla asysty i ministrantów. Łuk triumfalny przedstawia postaci starotestamentalne (króla Dawida i dziewięciu proroków) trzymających wstęgi inskrypcyjne, w otoczeniu wici roślinnej. W 1986 łuk triumfalny został uzupełniony następującymi malowidłami: bł. Urszuli Ledóchowskiej, bł. Rafała Kalinowskiego, św. Ottona, św. Maksymiliana Kolbe, bł. brata Alberta, św. Stanisława Kostki, herbem Trzebiatowa, herbem ks. bp. Kazimierza Majdańskiego.
W nawie północnej znajduje się ołtarz boczny, drewniany w stylu neogotyckim, poświęcony św. Antoniemu z Padwy. W nawie południowej – także ołtarz drewniany przedstawiający Jezusa Zmartwychwstałego. W kościele trzebiatowskim znajdują się stare organy zaprojektowane przez Johanna Augusta Wilhelma Grüneberga ze Szczecina, na których 29 maja 1842 wykonano oratorium Stworzenie świata Josepha Haydna, pod dyrekcją sławnego kompozytora, organisty i kantora szczecińskiego kościoła św. Jakuba – Carla Loewego.

### Wieża
Warto wspomnieć także o kościelnej wieży – założonej na planie prostokąta o wymiarach 28×14 m. Jest ona zbudowana z cegły w stylu gotyckim. Cokół wieży i jej narożniki wykonano z kostek granitowych i regularnie ociosanych bloków piaskowca. Jednolity masyw wieżowy przyległy do całej szerokości naw kościoła doprowadza do wysokości zwieńczenia naw. Wyżej, w centralnej części dolnego masywu, wyprowadzono pojedynczą wieżę, założoną na planie kwadratu. W średniowieczu wieża była przykryta wysmukłym dachem, z którego wyrastała czworoboczna latarnia ze spiczastym hełmem. Obecne zwieńczenie powstało w 2. połowie XIX wieku na miejscu starego. Ściany wieży, podobnie jak ściana szczytowa – od wschodu – ożywione są blendami. Szczyt wieży wieńczy ręcznie pozłacany krzyż. Podczas remontu w latach 1865–1867 wzbogacono wieżę tzw. fialami (małymi spiczastymi wieżyczkami) w modnym wówczas stylu neogotyckim. Wysokość wieży wynosi 90 m.

### Dzwony
Na wieży trzebiatowskiego kościoła wiszą trzy dzwony. Najmniejszy z nich jest jednym z najstarszych dzwonów w Polsce. Napis na dzwonie wskazuje tylko rok, wyryty gotycką czcionką o harmonijnym kształcie liter: Anno Domini millesino trieentesimo nonagesimo nono (A.D. 1399). Drugi dzwon – Maria (Marienglocke) pochodzi z 1515, a powieszono go za kadencji ostatniego księdza katolickiego, Ottona Schlutow'a. Wykonany został przez stargardzkiego ludwisarza Lutkego Rosego (pozostałe dwa z tego samego twórcy zostały przetopione w 1787). Jego ozdobę (poza napisami) stanowi kilka kręgów delikatnych gotyckich ornamentów (głowy aniołów otoczone girlandami pędów roślin i liści akantów), a także wizerunki Chrystusa – Zbawcy Świata i ukoronowania Najświętszej Maryi Panny.
|              | Imię  | Waga    | Ton     | Średnica | Rok odlania | Ludwisarz             |  |
| ------------ | ----- | ------- | ------- | -------- | ----------- | --------------------- |  |
| Duży dzwon   | Maria | ~4000kg | a0 +9   | 185 cm   | 1515        | Lutke Rose, Bielefeld |  |
| Średni dzwon | brak  | ~1500kg | d' +5   | 133 cm   | 1905        | M&O Ohlsson, Lubeka   |  |
| Mały dzwon   | brak  | ~930kg  | fis' +1 | 119 cm   | 1399        | Nieznany              |  |